# شعبية القبة

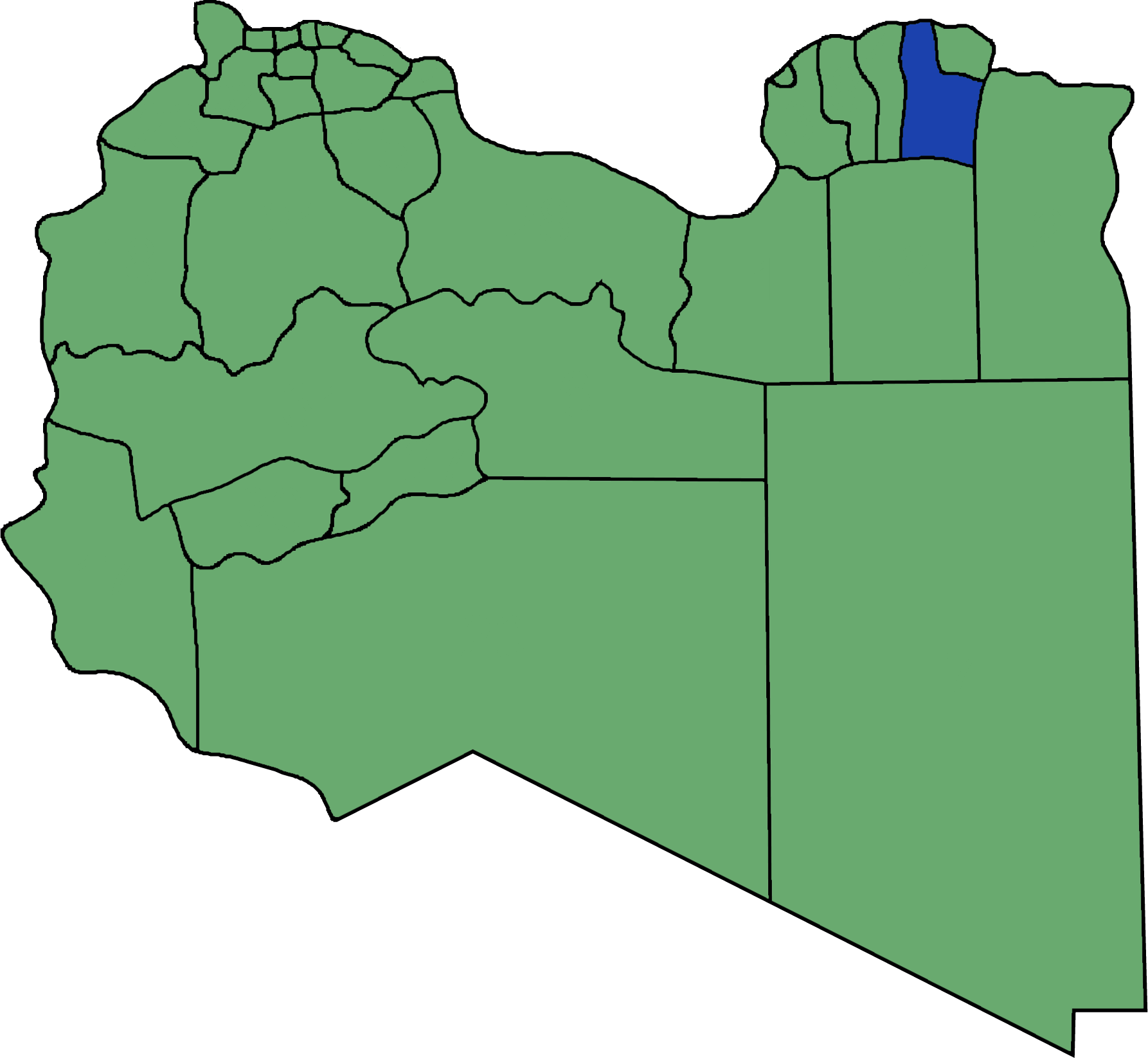

شعبية القبة هي إحدى شعبيات ليبيا السابقة.

## أهم المدن
- القبة
- الابرق

## المؤتمرات الشعبية الأساسية بالشعبية
- القبة المدينة
- عين مارة
- القيقب
- الابرق
- التميمي
- أم الرزم
- مرتوبة
- العزيات
- المخيلي
- لالي

الركاب